# Религиозни центрове на Торино
Това е Списък на Религиозните центрове в град Торино, регион Пиемонт, Северна Италия.

## Католицизъм
През 2003 г. в Торинската епархия (епархията на Метрополен град Торино) биват учредени 64 пасторски единици (на италиански: unità pastorali) – сбор от сътрудничещи си енории, духовни и светски лица, разделени на 4 района. През 2009 г. единиците стават 60. Впоследствие още няколко единици са разпуснати.
Към януари 2020 г. има следните действащи пасторски единици: Район „Град Торино“ (21 от 23 пасторски единици), район „Торино Север“ (9 от 13 пасторски единици), район „Торино Запад“ (13 пасторски единици) и Югоизточен Торински район (11 пасторски единици).
Към януари 2020 г. районът „Град Торино“ включва 21 действащи пасторски единици и 109 енорийски римокатолически църкви (на италиански: parrocchie) (сред които и 1 базилика). От тях 107 се намират в град Торино. Към тях се добавят и 3 базилики, ок. 90 неенорийски църкви (chiese non parrocchiali) и редица параклиси (cappelle). В Торино има много църкви, в които не се провеждат енорийски дейности. Повечето от тях са светилища, базилики или манастири, които често се управляват от религиозни ордени. В града има няколко религиозни организации, които играят важна социална роля за много граждани. Торинската епархия управлява и няколко важни църкви, които са места за поклонение и молитва на вярващите от града и извън него.

### Пасторска единица 1 – Катедрала (Unità Pastorale N.01 – Cattedrale)
- Енорийска и катедрална църква „Св. Йоан Кръстител“ (S. Giovanni Battista – Cattedrale Metropolitana Torino), XV век (ул. XX Сетембре 87)
  - Света Плащаница или Капела на Плащаницата (Santa Sindone или Cappella della Sindone), към Катедралата, XVI – XVII век, част от Кралските музеи на Торино
  - Базилика „Корпус Домини“ (Basilica del Corpus Domini), XVII век (пл. Корпус Домини)
  - Базилика „Св. Маврикий и Св. Лазар от Маврикианския орден“, нар. още „Маврикианска базилика“ (Santi Maurizio e Lazzaro dell’Ordine Mauriziano, Basilica Mauriziana) XV – XVII век (ул. Милано 20)
  - Църква „Св. Апостол Тома“ (Chiesa di San Tommaso Apostolo), XII – XVI век, XIX век (ул. Монте ди Пиетà 11)
  - Кралска църква „Св. Лаврентий“ (Real Chiesa di San Lorenzo), XVI – XVII век (ул. Палацо ди Читà 4)
  - Църква на Светия Дух (Chiesa dello Spirito Santo), XVII – XVIII век (ул. Порта Палатина 9)
  - Църква „Св. Филип Нери“ (Chiesa di San Filippo Neri), XVII – XIX век, Филипо Ювара (ул. Мария Витория 5)
  - Църква на Непорочното зачатие (Chiesa dell'Immacolata Concezione) (ул. Мария Витория 5)
  - Параклис на Непорочното зачатие на Богородица (Cappella dell'Immacolata Concezione di Maria Vergine), в Архиепископската метрополна семинария (ул. XX Сетембре 83)
  - Църква „Св. Рох“ (Chiesa di S. Rocco), XVII век (ул. Сан Франческо д'Aсизи 1)
  - Църква „Св. Франциск от Асизи“ (Chiesa di San Francesco d'Assisi), XVII век, XVIII век (ул. Франческо д'Асизи 11)
  - Църква „Пресвета Троица“ (Chiesa della Santissima Trinità), XVI – XVII век (ул. Гарибалди 6)
  - Църква „Св. Йосиф“ (Chiesa di S. Giuseppe), XVII – XVIII век, XIX век (ул. Санта Тереза 22)
- Енорийска базилика „Св. Дева Мария Помощница“ (Basilica parrocchiale di Santa Maria Ausiliatrice), XIX век (пл. Мария Аузилиатриче 9)
  - Църква „Св. Франциск от Сал“ (Chiesa di S.Francesco di Sales), XIX век (ул. Мария Аузилиатриче 32), част от комплекс Валдоко (Valdocco)
- Енорийска църква „Св. епископ Августин“ (Parrocchia S. Agostino Vescovo), XVI – XVII век върху църква от XI век (ул. Санта Киара 9)
  - Църква „Блажена дева Утешителка“, нар. още „Светилище на Утешителката“ (Beata Vergine della Consolata / Chiesa Santuario della Consolata), XVII – XVIII век (пл. дела Консолата)
  - Църква „Св. мъченик Далмат“ (Chiesa di San Dalmazzo Martire), XIX век върху църква от XI век (ул. деле Орфане 3)
  - Църква „Св. Доминик“ (Chiesa di San Domenico), XIII – XIV век, XVI – XVIII век (ул. Сан Доменико и ул. Милано)
  - Църква „Св. Мъченици Солутор, Авентор и Октавий“ (Chiesa dei Santi Martiri Solutore, Avventore e Ottavio), XVI – XVIII век, Филипо Ювара (ул. Гарибалди 25)
  - Църква „Богоявление“ или Параклис на Торинските банкери и търговци (Epifania del Signore) / (Cappella dei Banchieri e dei Mercanti di Torino), XVII – XVIII век (ул. Гарибалди 25)
  - Църква „Св. Доминик“ (Chiesa di S.Domenico), XIV – XVI век (ул. Сан Доменико 0)
  - Църква на Милосърдието (Chiesa della Misericordia), XVIII – XIX век (ул. Барбару 41)
  - Църква на „Пресвета Дева Мария Анунциата“ (Chiesa della S.S. Annunziata), XVIII – XIX век върху църква от XVII век (ул. Стампатори 1 и ул. По 45)
  - Църква „Св. Киара“ (Chiesa di Santa Chiara), XVIII век (ул. деле Орфане 15)
  - Църква „Св. Мария ди Пиаца“ (Chiesa di Santa Maria di Piazza), сред. на XVIII век върху църква от XI век (ул. Санта Мария 3)
- Енорийска църква „Св. дева мъченица Варвара“ (Parrocchia S. Barbara Vergine e Martire), 60-те год. на XIX век (ул. Пероне 11)
  - Църква на Мадоната на планината Кармел (Chiesa della Madonna del Carmine), 1732 – 1736 г., Филипо Ювара и 1871 г. (ул. дел Кармине 3)
  - Църква на Св. Плащеница (Chiesa del Santo Sudario), XVIII век (ул. Пиаве 14)

### Пасторска единица 2 – Св. Максим (Unità Pastorale N.02 – S. Massimo)
- Енорийска църква „Св. епископ на Торино Максим“ (Parrocchia S. Massimo Vescovo di Torino), 30-40-те год. на XIX век (ул. дей Миле 28)
  - Албанско-италианска църква „Св. Архангел Михаил“ (S.Michele Arcangelo), XVIII век, с византийски обред (ул. Джолити 44), Епархия на Лунгро
  - Църква „Св. Франциск от Сал“, нар. още „Църква на Сакраментинките“ (Chiesa di S.Francesco di Sales, delle Sacramentine), XIX век (ул. дей Миле 42)
  - Църква „Св. Йоан Кръстител“ (Chiesa di' S.Giovanni Battista), към старото седалище на болницата „Св. Йоан“ (ул. Кавур 31)
- Енорийска църква „Мадоната на ангелите“ (Parrocchia Madonna degli Angeli), XVII век, XX век (ул. Карло Алберто 39)
- Енорийска църква „Св. Карл Боромей“ (Parrocchia S. Carlo Borromeo), XVII век, XIX век (пл. C.L.N. 236 bis)
  - Църква „Св. Тереза Исусова“ (Chiesa di Santa Teresa di Gesù), XVII – XIX век (ул. Санта Тереза 5)
  - Църква на Посещението (Chiesa della Visitazione), XVII век (ул. XX Сетембре 23)
  - Църква на Непорочното зачатие на дева Мария (Chiesa dell'Immacolata Concezione di Maria Vergine), към Архиепископството (Arcivescovado), XVII век (ул. дел Арсенале и ул. Ласкарис)
  - Църква „Св. Христина“ (Chiesa di Santa Cristina), XVII – XVIII век, Филипо Ювара – фасада (пл. C.L.N. 231 bis)
- Енорийска църква „Св. Франциск от Паула“ (Chiesa parrocchiale di San Francesco da Paola), 1632 – 33 г. (ул. По 16)
- Енорийска църква „Св. дева мъченица Юлия“ (Parrocchia S. Giulia Vergine e Martire), 60-те год. на XIX век (пл. Санта Джулия 7 bis)
- Енорийска църква „Пресвета дева Мария Ануциата“ (Parrocchia SS. Annunziata), XVII век, XX век, (ул. Сант'Отавио 5)
  - Църква „Св. Пелагия“ (Chiesa di S.Pelagia), XVIII век (ул. Сан Масимо 21)
  - Параклис на Института на розинките (Cappella dell'Istituto delle Rosine) (ул. деле Розине 9)

### Пасторска единица 3 – Крочета (Unità Pastorale N.03 – Crocetta)
- Енорийска църква „Блажената Дева на милосърдието“, нар. още „Ла Крочета“ (Parrocchia Beata Vergine delle Grazie или La Crocetta), XIX век (ул. Марко Поло 8)
  - Църква „Мария Спасителка“ към университетско общежитие Крочета (Maria Ausiliatrice c/o Collegio Universitario Crocetta) (ул. Паци 25)
  - Параклис „Блажена Дева Мария на кръста“ (Cappella della Beata Vergine Maria della Croce) (ул. Марко Поло 7)
- Енорийска църква „Мадоната на Помпей“ (Parrocchia Madonna di Pompei), 50-60-те год. на XX век (ул. Сан Секондо 90)
  - Църква „Пресвета Дева Мария Анунциата, Св. Маврикий и св. Лазар“, параклис на Маврикианската болница (Chiesa della Santissima Annunziata e Santi Maurizio e Lazzaro / Cappella dell'Ospedale Mauriziano) (бул. Ре Умберто 101)
- Енорийска църква „Св. мъченик Георги“ (Parrocchia S. Giorgio Martire), 20-30-те год. на XX век (ул. Спаланцани 7)
- Енорийска църква „Св. мъченик Секунд“ (Parrocchia S. Secondo Martire), 1867 – 1971 г. (ул. Сан Секондо 8)
  - Църква „Св. Анна“ (Chiesa di S.Anna), към Институт „Св. Анна“ (ул. Масена 32)
- Енорийска църква „Св. Тереза на Младенеца“ (Parrocchia S. Teresa di Gesù Bambino), 30-те год. на XX век (ул. Джовани да Верацано 48)
- Енорийска църква „Свети ангели хранители“ (Parrocchia Santi Angeli Custodi), 80-те год. на XIX век (ул. Сан Куинтино 37)
  - Църква „Св. Антоний от Падова“ (Chiesa di S.Antonio da Padova), XIX век (ул. Сант'Антонио ди Падова 7)
  - Параклис „Св. Феликс от Канталиче“ (Cappella di S.Felice da Cantalice), 80-90-те год. на XIX век (ул. Джусти 8)

### Пасторска единица 4 – Свето сърце (Unità Pastorale N.04 – Sacro Cuore)
- Енорийска църква „Свето Исусово сърце“ (Parrocchia Sacro Cuore di Gesù), 70-те год. на XIX век (ул. Бруньоне 1)
  - Църква „Св. Архангел Михаил“ (Chiesa di S. Michele Arcangelo), нач. на XX век (ул. Дженова 8 bis)
  - Църква на Непорочното зачатие (Chiesa dell'Immacolata) (ул. Мадама Кристина 134)
- Енорийска църква „Свето сърце на Мария“ (Parrocchia Sacro Cuore di Maria), XIX – XX век (ул. Кампана 8)
  - Църква „Пресвета непорочна Мария и Наша господарка на Пресветите тайнства“ (Chiesa di Maria SS.Immacolata N.S. del SS. Sacramento) (ул. Ница 47)
- Енорийска църква „Св. св. Апостоли Петър и Павел“ (Parrocchia Santi Pietro e Paolo Apostoli), 60-те год. на XIX век (ул. Салуцо 25 bis)
  - Църква „Св. Мария на милосърдието“ (Chiesa di Santa Maria delle Grazie) (Гара Порта Нуова)
  - Църква „Св. Салварий“ (Chiesa di S.Salvario), XVII век (ул. Ница 18)
  - Църква „Св. Евангелист Йоан“ (Chiesa di San Giovanni Evangelista), XVIII век (ул. Виторио Емануеле II 13)

### Пасторска единица 5 – Св. Павел (Unità Pastorale N.05 – S.Paolo)
- Енорийска църква „Исус млади“ (Parrocchia Gesù Adolescente), 20-те год. на XX век (ул. Лузерна ди Рорà 16)
- Енорийска църква „Св. Бернардин от Сиена“ (Parrocchia S. Bernardino da Siena), края на XIX век (ул. Сан Бернардино 13)
- Енорийска църква „Св. Франциск от Сал“ (Parrocchia S. Francesco di Sales), 70-те год. на XX век (ул. Малта 42)
- Енорийска църква „Св. Пелегрино Лациози“ (Parrocchiale S. Pellegrino Laziosi), 20-те год. на XX век (бул. Ракониджи 28)

### Пасторска единица 6 – Поцо Страда (Unità Pastorale N.06 – Pozzo Strada)
- Енорийска църква „Исус добър пастир“ (Parrocchia Gesù Buon Pastore), 50-те год. на XX век (ул. Монте Водиче 11)
- Енорийска църква „Рождение Богородично“ (Parrocchia Natività di Maria Vergine), XVIII век върху църква от XII век (ул. Бардонекия 161)
- Енорийска църква „Св. абат Бенедикт“ (Parrocchia S. Benedetto Abate), 70-те год. на XX век (ул. Делеани 24)
  - Църква – клон на енорийската църква „Св. абат Бенедикт“ (Chiesa Succursale Parr.S. Benedetto Abate)
- Енорийска църква „Св. Роза от Лима“ (Parrocchia S. Rosa da Lima), 90-те год. на XX век (ул. Бардонекия 85)

### Пасторска единица 7 – Муриалдо (Unità Pastorale N.07 – Murialdo)
- Енорийска църква „Св. Леонард Муриалдо“ (Parrocchia S. Leonardo Murialdo), 1969 – 2003 г. (ул. Де Санктис 28)
- Енорийска църква „Мадона пазителка“ (Parrocchia Madonna della Guardia), 70-те год. на XX век (ул. Монджиневро 251)
  - Църква „Св. Исусово сърце“ (Chiesa del Sacro Cuore di Gesù), XIX век (ул. Санта Мария Мадзарело 102)
- Енорийска църква „Нашата господарка на Светото Исусово сърце“ (Parrocchia Nostra Signora del Sacro Cuore di Gesù), 60-те год. на XX век (ул. Джермонио 27)
- Енорийска църква „Св. Максимилиан Мария Колбе“ (Parrocchia S. Massimiliano Maria Kolbe), XX век, в град Груляско

### Пасторска единица 8 – Св. Донат (Unità Pastorale N.08 – S.Donato)
Разпусната. Енорийските църкви „Исус от Назарет“ (Gesù Nazareno) и „Непорочното зачатие и Св. Донат“ (Immacolata Concezione e S. Donato) са включени в Пасторска единица 9, а енорийска църква „Стигмите на Св. Франциск от Асизи“ (Stimmate di S. Francesco d'Assisi) – в пасторска единица 12.

### Пасторска единица 9 – Св. Алфонс (Unità Pastorale N.09 – S.Alfonso)
- Енорийска църква „Св. Алфонс Мария де Лигуори“ (Parrocchia S. Alfonso Maria De’ Liguori), XIX век (ул. Нетро 3)
- Енорийска църква „Исус от Назарет“ (Parrocchia Gesù Nazareno), нач. на XX век (ул. Палмиери 39)
  - Параклис „Нашата господарка от Лурд“ (Cappella di N.S. di Lourdes) (бул. Франча 29)
- Енорийска църква „Непорочното зачатие и Св. Донат“ (Parrocchia Immacolata Concezione e S. Donato), 50-60-те год. на XIX век (ул. Сан Донато 21)
  - Църква „Нашата господарка на добрите дела и Св. Зита“ (Chiesa di Nostra Signora del Suffragio e Santa Zita), XIX век (ул. Сан Донато 33)
- Енорийска църква „Мария Майка на мисиите“ (Parrocchia Maria Regina delle Missioni), 60-те год. на XX век (ул. Коаце 21)
  - Църква „Блажени Йосиф Аламан“ (Chiesa del Beato Giuseppe Allamano) (бул. Феручи 18)
- Енорийска църква „Св. Анна“ (Parrocchia S. Anna), XX век (ул. Брионе 40)
- Енорийска църква „Преображение Господне“ (Parrocchia Trasfigurazione del Signore), 70-те год. на XX век (ул. Сполето 12)

### Пасторска единица 10 – Парела (Unità Pastorale N.10 – Parella)
- Енорийска църква „Св. Мария Горети“ (Parrocchia S. Maria Goretti), 50-те год. на XX век (ул. Актис 20)
  - Църква „Мария Помирителка“ или „Нашата господарка от Ла Салет“ (Maria Riconciliatrice, Chiesa della Nostra Signora di La Salette) (ул. Мадона дела Салет 20)
  - Църква „Св. Луиджи Гонзага“ (S. Luigi Gonzaga) (в Кашина Берлия)
  - Църква „Св. Джована Франческа де Шантал“ (Chiesa di S. Giovanna Francesca de Chantal) (ул. Пасони и ул. Перацо)
- Енорийска църква „Св. Жана д'Арк“ (Parrocchia S. Giovanna d’Arco), 60-те год. на XX век (ул. Боргоманеро 50)
- Енорийска църква „Св. цар и мъченик Ерменегилд“ (Parrocchia S. Ermenegildo Re e Martire), 60-те год. на XX век (бул. Б. Телезио 98)
  - Параклис на Божията майка на милосърдието (Cappella di Mater Divinae Gratiae) (ул. Оледжо 8)
- Енорийска църква „Мадоната на Божието провидение“ (Parrocchiale Madonna della Divina Provvidenza), 20-те год. на XX век (ул. Карера 11)
- Енорийска църква „Посещението“ (Parrocchia La Visitazione), 19-и – нач. на XX век (пл. дел Монастеро 14)

### Пасторска единица 11 – Лученто (Unità Pastorale N.11 – Lucento)
- Енорийска църква „Светото семейство от Назарет“ (Parrocchia Santa Famiglia di Nazaret), 50-60-те год. на XX век (пл. Е. Монтале 18)
- Енорийска църква „Св. епископ Амброзий“ (Parrocchia S. Ambrogio Vescovo), 70-те год. на XX век (ул. Фиезоле 25)
- Енорийска църква „Св. Катерина от Сиена“ (Parrocchia S. Caterina da Siena), 50-60-те год. на XX век (ул. Сансовино 85)
- Енорийска църква „Св. Бернар и св. Бригида“ (Parrocchia Santi Bernardo e Brigida), XVII век върху параклис от XV век (ул. Фолицо 3)
- Енорийска църква „Блажени Пиер Джорджо Фрасати“ (Parrocchia Beato Pier Giorgio Frassati), 90-те год. на XX век (ул. П. Коса 280/2)

### Пасторска единица 12 – Св. Лик (Unità Pastorale N.12 – Santo Volto)
- Енорийска църква „Св. Лице“ (Parrocchia Santo Volto), нач. на XXI век (ул. дела Торе 11)
- Енорийска църква „Св. абат Антоний“ (Parrocchia S. Antonio Abate), 60-70-те год. на XX век (ул. Куинчинето 11)
- Енорийска църква „Св. Йосиф Бенедикт Котоленго“ (Parrocchia S. Giuseppe Benedetto Cottolengo), 30-40-те год. на XX век (ул. Меседалия 21)
- Енорийска църква „Св. Апостол Павел“ (Parrocchia S. Paolo Apostolo), 60-те год. на XX век (ул. Макерионе 23)
- Енорийска църква „Стигмите на Св. Франциск от Асизи“ (Stimmate di S. Francesco d’Assisi), 20-те год. на XX век (ул. Дж. Асколи 32)
  - Параклис на монахините на Началното училище (Cappella delle Suore della Scuola Materna), 60–те год. на XX век (ул. Дж. Асколи 32)

### Пасторска единица 13 – Селската Мадона (Unità Pastorale N.13 – Madonna di Campagna)
- Енорийска църква „Селска Мадона“ (Parrocchia Madonna di Campagna), XVI – XVII век върху църква от XIII век (ул. Кардинал Масая 98)
- Енорийска църква „Нашата господарка на здравето“ (Parrocchia Nostra Signora della Salute или Chiesa della Salute), 80-те год. на XIX век – XX век (ул. Вибò 24)
- Енорийска църква „Господ Исус Христос“ (Parrocchia Gesù Cristo Signore), 1980 г. (ул. Шалоя 8/1)
- Енорийска църква „Св. Йосиф Кафасо“ (Parrocchia S. Giuseppe Cafasso), 1847 г. (ул. Гандино 1)
  - Църква на Възкръсналия Исус (Chiesa del Gesù Risorto), 30-те год. на XX век (бул. Гросето 72/F)
- Енорийска църква „Св. Викентий де Пол“ (Parrocchiale S. Vincenzo De’ Paoli), 60-70-те год. на XX век (ул. Соспело 124)

### Пасторска единица 14 – Бариера ди Милано (Unità Pastorale N.14 – Barriera di Milano)
- Енорийска църква „Разпнатият Исус и Мадоната на сълзите“ (Parrocchia Gesù Crocifisso e Madonna delle Lacrime), 50-60-те год. на XX век (ул. Джавено 39)
  - Църква „Цар Исус Христос“ (Chiesa del Gesù Cristo Re) (лунго Дора Наполи 76)
- Енорийска църква „Исус деятел“ (Parrocchia Gesù Operaio), сред. на XX век (ул. Леонкавало 18)
- Енорийска църква „Мария Царица на мира“ (Parrocchia Maria Regina della Pace), 19. – нач. на XX век (ул. Малоне 19)
- Енорийска църква „Мария наше упование“ (Parrocchia Maria Speranza Nostra), 20-30-те год. на XX век (ул. Черезоле 44)
- Енорийска църква „Св. Доминик Савий“ (Parrocchia S. Domenico Savio), 20-те год. на XX век (ул. Паизиело 37)
- Енорийска църква „Св. Йоаким“ (Chiesa di S. Gioacchino), XIX век (ул. Чиняроли 3)
  - Църква на Мисионерска служба за младежи (Chiesa del SER.MI.G.) (пл. Борго Дора 61)

### Пасторска единица 15 – Ребауденго-Фалкера (Unità Pastorale N.15 – Rebaudengo-Falchera)
- Енорийска църква „Исус спасител“ (Parrocchia Gesù Salvatore), 70-те год. на XX век (ул. дели Уливи 25)
- Енорийска църква „Възкресение Господне“ (Parrocchia Risurrezione del Signore), 60-70-те год. на XX век (ул. Монте Роза 150)
  - Църква – клон на Енорийската църква „Възкресение Господне“ (Succursale della parr.Risurrezione del Signore), 60-те год. на XX век (ул. Перози 1)
- Енорийска църква „Св. Йосиф деятел“ (Parrocchia S. Giuseppe Lavoratore), 70-те год. на XX век (бул. Верчели 206)
- Енорийска църква „Св. Архангел Михаил“ (Parrocchia S. Michele Arcangelo), 60-те год. на XX век (бул. Верчели 396)
  - Църква – клон на Енорийската църква „Св. Архангел Михаил“ (Succursale della Parrocchia S.Michele Arcangelo) (бул. Верчели 483)
- Енорийска църква „Св. Пий X“ (Parrocchia S. Pio X), 50-те год. на XX век (ул. дей Пиопи 15)
  - Църква „Св. Рох“ (Chiesa di San Rocco)

### Пасторска единица 16 – Св. Кръст (Unità Pastorale N.16 – Santa Croce)
- Енорийска църква „Свети кръст“ (Parocchia Santa Croce), 1913 г. (пл. Фонтанези 3)
  - Параклис на Монументалното гробище (Cappella del Cimitero Monumentale) (бул. Новара 135)
  - Църква „Св. Гроб на нашия господар Исус Христос“ (S.Sepolcro di N.S.Gesù Cristo) (бул. Новара 135)
  - Църква „Св. Йосиф“, клон на енорийска църква „Св. Кръст“ (S.Giuseppe Succursale parr.S.Croce), 70-80-те год. на XX век (ул. Оропа 68/I)
- Енорийска църква „Св. Гаетан Тиенски“ (Parrocchiale S. Gaetano da Thiene), 1886 – 89 г. (ул. Гаетано да Тиене 2)
  - Параклис „Св. Йосиф“ (Cappella di S. Giuseppe) (ул. Монкривело 6)
- Енорийска църква „Св. апостол Яков“ (Parrocchia S. Giacomo Apostolo), 60-те год. на XX век (ул. Дамяно Киеза 53)
- Енорийска църква „Св. Грат в Бертола“ (Parrocchia S. Grato in Bertolla), XVIII – XIX. век върху църква от XV – XVI век (Общински път ди Бертола 113)
- Енорийска църква „Св. Юли д'Орта“ (Parrocchia S. Giulio d’Orta), 1859 г. (бул. Кадоре 17/3)
- Енорийска църква „Св. епископ Николай“ (Parrocchia S. Nicola Vescovo), 60-те год. на XX век (ул. Ботичели 219)
- Енорийска църква „Пресвето Исусово име“ (Parrocchia SS. Nome di Gesù), 90-те год. на XIX век (бул. Реджина Маргерита 70)

### Пасторска единица 17 – Св. Рита (Unità Pastorale N.17 – Santa Rita)
- Енорийска църква „Св. Рита от Каша“ (Parrocchia S. Rita da Cascia), нач. на XX век (ул. Триполи 61)
  - Църква „Мария Утешителка“ (Chiesa di Maria Consolatrice) (ул. Капрера 46)
  - Църква на Младенеца (Chiesa del Gesù Bambino) (ул. Монфалконе 28)
- Енорийска църква „Мадона на розите“ (Parrocchia Madonna delle Rose), 20-30-те год. на XX век (ул. Розарио ди Санта Фе 7)
- Енорийска църква „Мария Майка на Църквата“ (Parrocchia Maria Madre della Chiesa), 60-те год. на XX век (ул. Балтимора 85)
- Енорийска църква „Мария Майка на милосърдието“ (Parrocchia Maria Madre di Misericordia), 60-те год. на XX век (ул. Гориция 28)
- Енорийска църква „Рождество Господне“ (Parrocchia Natale del Signore), 60-те год. на XX век (ул. Бостон 37)

### Пасторска единица 18 – Св. Игнат (Unità Pastorale N.18 – S.Ignazio)
Премахната с декрет от октомври 2017 г. Енориите „Св. Игнаций от Лойола“ (S. Ignazio di Loyola) и „Пресвето Богордично име“ (SS. Nome di Maria) се включват в Пасторска единица n. 19. Енорията „Мария Майка на милосърдието“ (Maria Madre della Misericordia) се включва в Пасторска единица n.17.

### Пасторска единица 19 – Мирафиори север (Unità Pastorale N.19 – Mirafiori Nord)
- Енорийска църква „Възнесение Господне“ (Parrocchia Ascensione del Signore), 60-те год. на XX век (ул. Бонфанте 3)
  - Параклис на Утешителката (Cappella della Consolata) (ул. Гайдано 71)
- Енорийска църква „Исус избавител“ (Parrocchia Gesù Redentore), сред. на XX век (пл. Папа Джовани XXIII 26)
- Енорийска църква „Петдесетница“ (Parrocchia La Pentecoste), 1968 – 1970 г. (ул. Филаделфия 237/11)
- Енорийска църква „Св. Джовани Боско“ (Parrocchia S. Giovanni Bosco), 30-те год. на XX век (ул. Паоло Сарпи 117)
- Енорийска църква „Св. Игнатий Лойола“ (Parrocchia S. Ignazio di Loyola), 80-те год. на XX век (ул. Монфалконе 150)
  - Параклис „Св. Павел“ (Cappella di S. Paolo) (пл. Кастело и ул. По)
- Енорийска църква „Пресвето Богородично име“ (Parrocchia SS. Nome di Maria), сред. на XX век (ул. Гуидо Рени 96/140)
- Енорийска църква „Св. Дух“ (Spirito Santo Grugliasco (Gerbido), в град Груляско

### Пасторска единица 20 – Мирафиори юг (Unità Pastorale N.20 – Mirafiori sud)
- Енорийска църква „Блажени Федерик Алберт и Климент Маркизио“ (Parrocchia Beati Federico Albert e Clemente Marchisio), 80-те год. на XX век (ул. Монте Ченджо 8)
- Енорийска църква „Св. евангелист Лука“ (Parrocchia S. Luca Evangelista), 60-те год. на XX век (ул. Негарвиле 14)
  - Църква „Св. Карл Боромей“ (Chiesa di S.Carlo Borromeo) (ул. Дросо)
- Енорийска църква „Св. епископ Ремезиан“ (Parrocchia S. Remigio Vescovo), XX век (ул. Милелире 51)
  - Църква „Св. Апостол Андрей“ (Chiesa di S.Andrea Apostolo) (ул. Тораца Пиемонте 25)
  - Църква „Мадона на Лорето“ (Chiesa di Madonna di Loreto) (ул. Киала 14)
- Енорийска църква „Свети апостоли“ (Parrocchia Santi Apostoli), 60-те год. на XX век (ул. Толиати 35)
- Енорийска църква „Посещение на Дева Мария и на св. Варнава“ (Parrocchia Visitazione di Maria Vergine e S. Barnaba), 70–те г. на XX век (ул. дел Кастело ди Мирафиори 42)
  - Църква на Посещението (Chiesa della Visitazione), стара енорийска църква, 1617 г. (ул. дел Кастело ди Мирафиори 42)
  - Параклис на Доминиканските монахини от Бетания (Cappella delle Suore Domenicane di Betania), 1617 г. (ул. дел Кастело ди Мирафиори 46)

### Пасторска единица 21 – Лингото (Unità Pastorale N.21 – Lingotto)
- Енорийска църква „Възнесение Богородично“, Лингото (Parrocchia Assunzione di Maria Vergine-Lingotto), сред. на XX век (ул. Ница 355)
- Енорийска църква „Непорочното зачатие и Св. Йоан Кръстител“ (Parrocchia Immacolata Concezione e S. Giovanni Battista), 70–те год. на XX. век (ул. Монте Корно 36)
  - Църква „Назарет“ – клон на Енорийската църква „Непорочното зачатие и Св. Йоан Кръстител“ (Succursale Nazaret (succursale Immacolata Conc.e S.Giov. Battista), 1990 – 2000 г. (ул. Амари 5)
- Енорийска църква „Покровителство на Св. Яков“ (Parrocchia Patrocinio di S. Giuseppe), нач. на XX век (ул. Баярди 8)
- Енорийска църква „Св. Йоан Мария Вианей“ (Parrocchia S. Giovanni Maria Vianney), 60-те год. на XX век (ул. Джанели 8)
  - Параклис на Дома на духовенството (Cappella della Casa del Clero), XX век (бул. Бенедето Кроче 20)
- Енорийска църква „Св. Евангелист Марк“ (Parocchia S. Marco Evangelista), 80-те год. на XX век (ул. Данео 19)
- Енорийска църква „Св. Моника“ (Parrocchia S. Monica), 1904 – 1977 г. (ул. Вадо 7)

### Пасторска единица 22 – Каворето (Unità Pastorale N.22 – Cavoretto)
- Енорийска църква „Велика Божия майка“ (Parrocchia Gran Madre di Dio), нач. на XIX век (пл. Гран Мадре ди Дио 4)
  - Църква „Св. Исусово сърце“ (Chiesa del Sacro Cuore di Gesù), XVII век (ул. Вила дела Реджина 21)
  - Църква „Св. Мария на Хълма на капуцините“ (Chiesa di S.Maria del Monte dei Cappuccini), XVI – XVII век (пл. Монте дей Капучини 3)
  - Църква „Св. Франциск от Сал“ (Chiesa du S.Francesco di Sales), в Голямата Семинария (Seminario Maggiore) (ул. Ланфранки 10)
  - Църква „Нашата господарка на Рочамелоне“ (Chiesa di N.S. del Rocciamelone) (ул. Л. дел Карето 6)
  - Църква „Нашата господарка на добрите дела“ (Chiesa di Nostra Signora del Suffragio), XIX век (бул. Казале 42bis)
- Енорийска църква „Опечалена Мадона“ (Parrocchia Madonna Addolorata), 90-те год. на XIX век (бул. Монкалиери 227)
- Енорийска църква „Мадона от Фатима“ (Parrocchia Madonna di Fatima), 60-70-те год. на XX век (бул. Монкалиери 496)
  - Параклис на Движението на Огнищата (Cappella del Movimento dei Focolari) (ул. Фереро ди Камбиано 37)
- Енорийска църква „Св. дева и мъченица Агнес“ (S. Agnese Vergine e Martire), 20–те г. на XX век (ул. Вултурно 2)
  - Параклис „Св. Киара“ (Cappella di S.Chiara) (ул. Сан Вито Ревилиаско 32)
  - Църква на Мадоната на добрия съвет (Chiesa della Madonna del Buon Consiglio) (ул. Куртатоне 17)
  - Църква на Институт Валсаличе (Chiesa dell'Istituto Valsalice) (бул. Товец 37)
  - Параклис на Малката семинария (Cappella nel Seminario Minore) (бул. Товец 45)
- Енорийска църква „Св. Петър в окови“ (Parrocchia S. Pietro in Vincoli), XVIII век (ул. Сан Роко 57)
  - Църква „Св. Рох“ (Chiesa di S. Rocco)
  - Параклис на Оазиса на Мария утешителка (Cappella di Oasi Maria Consolata) (ул. Санта Лучия 97)
  - Параклис на Чистия катехистки съюз на Пресвета Троица (Cappella della Pia Unione Catechiste Santissima Trinità) (Общ. път на Каворето 84)
- Енорийска църква „Св. Вит, св. Модест и св. Кресент“ (Parrocchia Santi Vito, Modesto e Crescenzia), IX век, XVII век (Общински път Сан Вито – Ривеляско 216)
  - Параклис „Св. Мария на Долината“ (Cappella di S.Maria della Valle), 60-те год. на XX век (Общински път Вал Патонера 134)
  - Църква „Св. Йеролам“ (Chiesa di S.Gerolamo)
  - Църква „Мадоната от Оропа“ (Chiesa della Madonna d’Oropa)

### Пасторска единица 23 – Саси (Unità Pastorale N.23 – Sassi)
- Енорийска църква „Мадона на колонното параклисче“ (Parrocchia Madonna del Pilone), XVII век (бул. Казале 195)
  - Църква „Исус“ (Chiesa Il Gesù) (ул. Ломелина 44)
- Енорийска църква „Мадона на молитвената броеница“ (Parrocchia Madonna del Rosario), сред. на XX век (пл. Джовани дале Банде нере 20)
  - Базилика „Св. Мария на Суперга“ (Basilica di S. Maria di Superga), XVIII век върху църква от XV век, Филипо Ювара (Общ. път Базилика ди Суперга 73), стара енорийска църква
  - Църква „Св. Грат в Монгрено“ (Chiesa di S.Grato in Mongreno), XV – XVI век (Общински път Монгрено 344)
  - Параклис на Непорочното зачатие (Cappella dell′Immacolata Concezione), XVIII век (Общински път Монгрено 342)
  - Църква „Св. Йоан Кръстител Деколат“ (S.Giovanni Battista Decollato), стара енорийска църква
  - Църква „Исус Господар“ (Chiesa di Gesù Maestro), 90-те год. на XX век (ул. дел Мейзино 23, селище Роза)
  - Църква „Рождество Богородично“ (Natività di Maria Vergine) (Общински път на Суперга 73)
- Енорийска църква „Нашата господарка на пресветите тайнства“ (Parrocchia Nostra Signora del SS. Sacramento), 30-те г. на XX век, (ул. Казалброгоне 16)
  - Църква „Мария врата към небето“ (Maria porta del Cielo) (бул. Казале 56)
  - Параклис на Началното училище (Cappella della Scuola Materna) (ул. Монтеманьо 59)
- Енорийска църква „Св. дева мъченица Маргарита“ (Parrocchiale S. Margherita Vergine e Martire), 20-30-те год. на XIX век (ул. Сан Винченцо 146)
  - Църква „Св. Исусово сърце“ (Sacro Cuore di Gesù) (ул. Сан Мартино Инфериоре 109)
- Енорийска църква „Възнесение Богородично“, Реалие (Parrocchiale Assunzione di Maria Vergine-Reaglie), XIV – XV век (ул. Реалие 1)
  - Капела „Св. Рох“ (Cappella di San Rocco)
  - Църква „Възнесение Богородично“ (Chiesa dell'Assunzione di Maria Vergine) (ул. ди Реалие 1)

### Католически манастири, конгрегации и институти
Към януари 2020 г. в Торино функционират ок. 27 религиозни мъжки и ок. 57 женски конгрегации и ордени в сферата на образованието, здравеопазването, благотворителната дейност и др. Има и 6 женски манастира.

#### Мъжки религиозни институти иконгрегации
- Орден на Босоногите кармелити (Ordine dei Carmelitani scalzi): църква „Св. Тереза Исусова“ (Chiesa di Santa Teresa di Gesù) на ул. Санта Тереза 5
- Орден „Редови клирици на Св. Павел“, нар. още Варнавити (Chierici Regolari di San Paolo/Barnabiti): църква „Св. мъченик Далмат“ (Chiesa di San Dalmazzo) на ул. Гарибалди и ул. деле Орфане 3
- Орден на Редовите клирици – пастори на недъгавите, нар. още „Камилианци“ (Chierici regolari ministri degli infermi, Camilliani): Провинциален дом (Casa Provinciale) на ул. дей Мерканти 28, Общност „Мадиан“ (Comunità Madian) на ул. Сан Камило де Лелис 28, Болница „Сан Камило“ (Presidio Sanitario San Camillo) на път Санта Маргерита 136, Травматологичен ортопедичен център (CTO) на ул. Дзурети 29.
- Орден на Редовите клирици, нар. още „Сомаски“ (Chierici Regolari di Somasca, Somaschi): Енорийска църква „Мадоната от Фатима“ (Parrocchia Madonna di Fatima) на бул. Монкалиери 496
- Исусово общество, нар. още „Йезуити“ (Compagnia di Gesù, Gesuiti): Торинска общност на йезуитите (Comunità dei Gesuiti di Torino), Социален институт (Instituto Sociale) на бул. Сиракуза 10, Общност „Мъченици от Ел Салвадор“ (Comunità Martiri di El Salvador) на ул. Арбе, група „Йеузити и светски лица в Торино“ (Ge-La-TO: Gesuiti e Laici a Torino), Теологичен център (Centro Teologico) на бул. Стати Унити 11/H
- Конфедерация на Оратория на Св. Филип Нери, нар. още „Ораторианци“ (Confederazione dell’oratorio di San Filippo Neri / Oratoriani): Църква „Св. Филип Нери“ (Chiesa di San Filippo Neri) на ул. Мария Витория 5
- Конгрегация на Пресветите тайнства, нар. още „Сакраментисти“ (Congregazione del Santissimo Sacramento, Sacramentini): църква „Св. Мария ди Пиаца“ (Chiesa di Santa Maria di Piazza) на ул. Санта Мария 3
- Конгрегация на Мисията, нар. още „Лазаристи“ (Congregazione della missione /Lazzaristi): църква на Посещението (Chiesa della Visitazione) на ул. XX Сетембре 23
- Конгрегация на Св. Йосиф, нар. още „Йосифците на Муриалдо“ (Congregazione di San Giuseppe (Giuseppini del Murialdo): Общност „Муриалдо в Пиемонт“ (Comunità Murialdo in Piemonte) на ул. Мандзони 15, Колеж „Артиджанели“ (Collegio degli Artigianelli) на бул. Палестро 14, Организация „Нашата господарка на здравето“ (Nostra Signora della Salute) – енорийска църква, ораторий „Св. Марин“ и др. на ул. Вибò 24
- Конгрегация на Отците доктринари, нар. още „Свещеници на християнската доктрина“ (Congregazione dei Padri Dottrinari/Preti della Dottrina Cristiana): църква „Исус от Назарет“ на ул. Палмиери 39
- Конгрегация „Братя на Светото семейство от Бели“ (Fratelli della Sacra Famiglia di Belley): Колеж „Свето семейство“ (Collegio Sacra Famiglia) на ул. Розолино Пио 24
- Конгрегация „Братя на християнските училища“, нар. още „Лазалианци“ (Fratelli delle scuole cristiane/ lasalliani): Колеж „Св. Йосиф“ (Collegio San Giuseppe) на ул. Сан Франческо да Паола 23, Университетски център „Вила Св. Йосиф“ – общежитие на бул. Джовани Ланца 3, Обучителен център и Старчески дом на път Санта Маргерита 132, Институт „Изкуства и занаяти“ (Istituto Arti e Mestieri) на бул. Трапани 25, Институт „Ла Сал“ на ул. Лудовика 14 – училище
- Конгрегация „Братя на Св. Джузепе Бенедето Котоленго“, нар. още „Котоленгисти“: Малка къща на Божието провидение (Piccola Casa della Divina Provvidenza) на ул. Котоленго 14
- Свещеническо братство на Мисионерите на Св. Карл Боромей, нар. още „Братство на Св. Карл“: Енорийска църква „Св. Юлия“ (Parrocchia Santa Giulia) на пл. Санта Джулия 7bis
- Орден на Братята проповедници, нар. още „Доминиканци“: Къща на Св. Доминик (Domus/ Casa di S. Domenico) на ул. Сан Доменико 0, Манастир „Св. Мария на розите“ на ул. Розарио ди Санта Фе 7, Енорийска църква, Манастир „Св. Мария на розите“ (Convento di Santa Maria delle Rose, Parrocchia S. Maria delle Rose) на ул. Арналдо да Бреша 22
- Институт „Мисионери на Пресвета Мария утешителка“, нар. още „Мисионери на Утешителката“: Централен дом (Casa Madre) на бул. Франческо Феручи 14, църква „Блажени Йосиф Аламан“ (Chiesa del Beato Giuseppe Allamano) на бул. Феручи 18, Енорийска църква „Мария Майка на мисиите“ (Parrocchia Maria Regina delle Missioni) на ул. Коаце 21
- Конгрегация „Мисионери на Нашата господарка от Ла Салет“, нар. още „Салетианци“: Общност и църква „Мария Помирителка“ или „Нашата господарка от Ла Салет“ (Maria Riconciliatrice, Chiesa della Nostra Signora di La Salette) на ул. Мадона де ла Салет 20
- Францискански орден на Малките братя, Първи орден, нар. още „Францисканци“: Манастир „Св. Антоний от Падуа“ (Convento di S. Antonio di Padova) на ул. Сант'Антонио ди Падова 7, Енорийска църква „Св. Бернардин от Сиена“ на ул. Сан Бернардино 13
- Францискански орден на Малките братя Капуцини: Провинциална библиотека на братята минорити капуцини (Biblioteca provinciale dei Frati minori cappuccini) и църква „Св. Мария на Хълма на капуцините“ на пл. Монте дей Капучини 3, Енорийска църква на Селската Мадона (Parrocchia Madonna di Campagna) на ул. Кардинал Масая 98
- Орден на Малките братя конвентуалци: Манастир „Мадоната пазителка“ (Convento Madonna della Guardia) на ул. Монджиневро 251
- Конгрегация „Малко дело на Божието провидение“, нар. още „Орионини“ или „Синове на Божието провидение“ (Piccola Opera della Divina Provvidenza /Orionini/ Figli della Divina Provvidenza): Къща на младия дон Орион, Пансион Орион на ул. Принчипе Одоне 22, Енорийска църква „Св. Семейство от Назарет“ (Parrocchia Santa Famiglia Di Nazaret) на пл. Еудженио Монтале 18
- Конгрегация „Малки Исусови братя“/ Шарл дьо Фуко: Общност в района на Порта Нуова
- Орден на Служителите на Мария, нар. още „Сервити“: църква „Св. Карл Боромей“ (Chiesa di San Carlo Borromeo) на пл. Сан Карло, Енорийска църква „Св. Пелегрино Лациози“ на бул. Ракониджи 28, Базилика „Св. Мария на Суперга“ (Basilica di S. Maria di Superga) на общински път Базилика ди Суперга 73
- Конгрегация „Общност на Св. Павел“, нар. още „Павлианци“: Седалище на религиозна общност на бул. Реджина Маргерита 1 и на апостолическа дейност на бул. Реджина Маргерита 2, книжарница „Сан Паоло“ на ул. дела Консолата 1bis
- Конгрегация „Салезианска общност на Св. Джовани Боско“, нар. още „Салезианци“: Международен институт „Дон Боско“ (Istituto Internazionale Don Bosco) на ул. Кабото 27 – църква, ораторий, университетски колеж и др., Селезиански лицей „Валсаличе“ (Liceo Salesiano Valsalice) на бул. Енрико Товец 37, Общност „Св. Франциск от Сал“ (Comunità San Francesco di Sales) – църква, частно средно училище и др. на ул. Мария Аузилиатриче 32, Общност „Мария Помощница“ – светилище, Мариански център и др. на ул. Мария Аузилиатриче 32, Инспекторат „Св. Джовани Боско“ (Centro inspettorale San Giovanni Bosco) на ул. Мария Аузилиатриче 32, Салезиански институт „Св. Павел“ (Istituto Salesiano San Paolo) на ул. Лузерна ди Рорà 16 – църква, приемен център за деца-мигранти и др., Салезиански институт „Св. Йоан Кръстител“ (Istituto Salesiano Sam Giovanni Battista) на ул. Мадама Кристина 1 – църква, универитетски колеж и др., Салезиански център Ребауденго (Opera Salesiana Rebaudengo) на пл. Конти Ребауденго 22 – образователен център, университетски колеж, младежки център, църква и др., Ораторий „Микеле Руа“ (Oratorio Michele Rua) на ул. Паизиело 37 – начално и средно частни училища, църква, театър, кино и др., Старчески дом за салезианци „Андреа Белтрами“ (Casa di cura Andrea Beltrami) на бул. Товец 43/3, Салезиански институт „Едоардо Аниели“ (Instituto Salesiano Edoardo Agnelli) на бул. Унионе Совиетика 312, Енорийска църква „Св. Павел“ (Parrocchia San Paolo) на ул. Паоло Сарпи 117
- Мисионерска общност на Св. Павел от Нигерия, нар. още „Мисионери на Св. Павел“ (Società Missionaria di San Paolo della Nigeria/Missionari di San Paolo): пастор на енорийската църква „Св. Йоаким“ (Chiesa di S. Gioacchino) на ул. Чиняроли 3
- Конгрегация „Общност на Мария“, нар. още „Маристи“ (Società di Maria/ Maristi): Светилище „Нашата господарка от Лурд“ (Santuario di Nostra Signora di Lourdes) на бул. Франча 29[3][4]

#### Женски религиозни институти и конгрегации
- Конгрегация „Помощнички на душите в Чистилището“ (Ausiliatrici delle Anime del Purgatorio): Общности на ул. О. Вилиани 87/10 B и на ул. Данео 20
- Ученички на Евангелието / Шарл дьо Фуко (Discepole del Vangelo): Братство на Мария Магдалена (Fraternità Maria di Magdala) на ул. Биамонти 20
- Конгрегация „Верни приятелки на Исус“ (Fedeli Compagne di Gesù): Братство за студентки (Fraternità per Studentesse universitarie) на ул. Ланфранки 16
- Конгрегация „Дъщери на Светите сърца на Исус и Мария“, Богота (Figlie dei Sacri Cuori di Gesù e di Maria, Bogotà) на бул. Товец 43/3
- Общност „Милосърдни дъщери на Св. Винкенти от Паула“, нар. още „Викентинки“ (Figlie della Carità di S. Vincenzo de’ Paoli): Провинциален дом „Св. Салварий“ (Casa Provinciale San Salvario) на ул. Ница 20, църква „Св. Салварий“ (Chiesa di S.Salvario) на ул. Ница 18, Помощен център (Centro Servizi Vincenziani) на ул. Ница 24, Доброволчески викентински групи (Gruppi di volontariato Vincenziano) на ул. Сакарели 2, детска градина „Нашата господарка на здравето“ (Nostra Signora della Salute) на ул. Фонтанела 9/11 и др.
- Общност „Институт на Назаретянските сестри на Страстите Христови“ (Istituto delle Suore Nazarene della Passione), част от Викентинките: Централен дом (Casa Madre) на бул. Ейнауди 4
- Конгрегация „Дъщери на Мъдростта“ (Figlie della Sapienza): Провинциален дом (Casa Provinciale) на ул. Джовани Милиара 1, Общност „Пресвети апостоли“ (Comunità SS. Apostoli) на ул. Уголини 5/A
- Конгрегация на Милосърдните сестри на Пресв. Мария Анунциата (Figlie di Carità della SS. Annunziata): детска градина „Сестра Тарчизия Понкия“ (Asilo infantile Suor Tarcisia Ponchia) на ул. Монтеманьо 59
- Конгрегация „Дъщери на Исус добър пастир“ (Figlie di Gesù Buon Pastore): Ръководен център (Casa Madre) на ул. Котоленго 22
- Конгрегация „Дъщери на Мария Помощница“ – Салезианки на дон Боско (Figlie di Maria Ausiliatrice – Salesiane di don Bosco): Къща „Мария Помощница“ (Casa Maria Ausiliatrice) на пл. Мария Аузилиатриче 35, Институт „Мария Помощница“ (Istituto Maria Ausiliatrice) – училища, младежки дом (Casa della giovane) на ул. Джулио 8, Институт „Майка Мадзарело“ (Istituto Madre Mazzarello) – училища на ул. Кумиана 2, Институт „Вирджиния Аниели“ (Istituto Virginia Agnelli) – училища на ул. Сарпи 123, Институт „Свето сърце“ (Istituto Sacro Cuore) – предучилище, център за проф. подготовка на ул. Санта Мария Мадзарело 102, Дом „Св. Йосиф“ (Casa San Giuseppe) – старчески дом на ул. Санта Мария Мадзарело 98, Институт „Св. Сърце“ (Istituto Sacro Cuore) – предучилище, център за професионална подготовка на ул. Пианеца 110, Общност „Дъщери на Св. Мария Помощница“ (Comunità Figlie di Maria Ausiliatrice) – предучилище и начално училище на ул. Паизиело 37, Дъщери на Мария Помощница (Figlie di Maria Ausiliatrice) – предучилище и млад. център на ул. Маринуци 10, Асоциация „Дъщери на Мария Помощница и Видес Маин“ (FMA VIDES MAIN) – младежка доброволческа организация на ул. Сансовино 26B
- Конгрегация „Дъщери на Св. Йосиф от Ривалба“ (Figlie di San Giuseppe di Rivalba) на ул. Монтеманьо 21
- Конгрегация „Братство на Малките сестри на Исус“, нар. още „Сестри на брат Шарл дьо Фуко“ (Fraternità delle piccole Sorelle di Gesù, Sorelle di Fratel Carlo di Gesù) на ул. Ренато Марторели 75
- Конгрегация „Помощнички на Мария“ (Helpers of Mary) на ул. Мария Аузилиатриче 32
- Конгрегация/Институт на Сестрите на Св. Йосиф (Istituto Suore di S. Giuseppe): Главна квартира (Casa Generalizia) и Университетски пансион на ул. Джовани Джолити 29, Семеен дом „Св. Антоний“ (Casa Famiglia – S. Antonino) на ул. Торино 10, Дом Назарет (Casa Nazareth – Oulx) на ул. дела Торе 1, Асоциация „Джентес“ (Associazione Gentes) на бул. Казале 48, Асоциация „Пресв. Мария Приемаща“ – 2 дома за умствено изостанали на ул. Валделаторе 19/8 и на ул. Понкиели 9, Структура на бул. Телезио 115
- Конгрегация „Институт Ферари на Сестрите защитнички на Светото сърце“ в болница „Св. Анна“ (бул. Специя 60)
- Конгрегация „Мисионерки на Светото Исусово сърце“ Св. Франциска Ксаверия Кабрини (Missionarie del Sacro Cuore di Gesù S. Francesca Saverio Cabrini): Институт „Майка Кабрини“ (училище) (Istituto Madre Cabrini), пансион и конферентни зали на ул. Луиджи Тарино 1
- Конгрегация „Сестри на Милосърдието“, нар. още „Сестри на Майка Тереза“ (Missionarie della Carità) на ул. Киала 14
- Конгрегация „Мисионерки на Страстите Христови“ (Missionarie della Passione di N.S.G.C.) на бул. Алберто Пико 1
- Конгрегация/ Благочестива общност „Дъщери на Св. Павел“ (Pia Società Figlie di San Paolo): Общност на ул. Петрарка 38 и книжарница на бул. Матеоти 11
- Конгрегация „Благочестиви ученички на Божествения учител“ (Pie Discepole del Divin Maestro) на лунго По Макиавели 37, Главен дом ин Алба (Casa Madre in Alba) на бул. Казале 276/5
- Конгрегация „Малки служителки на Светото сърце за болните бедни“ (Piccole Serve del Sacro Cuore di Gesù per gli ammalati poveri): Централен дом (Casa generalizzata) на бул. Катоне 29, Общност на ул. деле Орфане 15
- Конгрегация „Малки сестри на бедните“ (Piccole sorelle dei poveri) на бул. Франча 180
- Конгрегация „Орсолинки на Исус“ (Orsoline di Gesù): Провинциален дом (Casa Provinciale) на ул. дела Консолата 15/5
- Конгрегация на Сестрите кармелитки на Св. Тереза от Торино (Suore Carmelitane di S. Teresa di Torino): Централен дом (Casa Generalizia) на бул. А. Пико 104, Послущнически дом (Casa di Noviziato) на общински път Вал Сан Мартино инфериоре 48, Пансион „Св. Йосиф“ на бул. Фарини 26 и предучилище Фереро на ул. Палавичино 20
- Конгрегация на Сестрите на християнското служение (Suore del Famulato Cristiano): Централен дом и църква „Исус“ (Chiesa Il Gesù) на ул. Ломелина 44
- Конгрегация на Сестрите на Св. Рождество, нар. още „Наталинки“ (Suore del Santo Natale, dette Nataline): Централен дом (Casa Madre) на бул. Франча 164, Пансион за възрастни (Pansionato SS. Natale) на бул. Франча 166 и Жилищна общност (Comunità Alloggio SS. Natale) на ул. Пиедикавало 9/1
- Конгрегация на Сестрите на Св. Лик (Suore del Santo Volto) на ул. Вал дела Торе 11
- Конгрегация на Сестрите на Алианса (Suore dell’Alleanza) на ул. Балме 8
- Конгрегация на Сестрите обожателки на Св. сърце (Suore dell’Adorazione Sacro Cuore) на Институт „Обожание Кадорна“ (Istituto Adorazione Cadorna) – училища на бул. Джакомо Курено 21
- Конгрегация на Сестрите на Провидението, нар. още „Розминиаки“ (Suore della Provvidenza – Rosminiane): детска градина „Розмини“ (Asilo Rosmini) на ул. Салуцо 27
- Конгрегация на Милосърдните сестри Възнесенки (Istituto di Suore di Carità dell’Assunzione) на ул. Натале Пали 11
- Конгрегация на Милосърдните сестри на Св. Мария, нар. още „Сестри на Добрия съвет“ (Suore di Carità di S. Maria – Suore del Buon Consiglio): Управителен център, предучилище и начално училище на ул. Куртатоне 17
- Конгрегация на Сестрите на Пресв. Мария Утешителка (Suore di Maria Santissima Consolatrice): Институт „Мария Утешителка“ (Istituto Maria Consolatrice) – частно начално и средно училище на ул. Капрера 46
- Конгрегация на Сестрите на Нашата господарка на Тайната вечеря (Suore di Nostra Signora del Cenacolo): Духовен дом (Casa di Spiritualità) на пл. Гуидо Гоцано 4
- Сестри на Св. Анна (Suore di S. Anna): Централен дом „Институт Св. Анна“ (Casa Madre Istituto Sant'Anna) на ул. дела Консолата 20 – частни предучилище и начално училище, мед. център, ваканционен дом; Дом „Св. Анна“ (Casa Sant'Anna) на ул. Масена 36
- Конгрегация на Сестрите на Св. Йосиф от Кунео (Suore di San Giuseppe di Cuneo) на ул. Сан Франческо да Паола 43
- Конгрегация на Сестрите на Св. Мария от Лорето (Suore di S. Maria – Loreto): Енорийска църква „Възкресение Господне“ (Parrocchia Risurrezione del Signore) на ул. Монте Роза 150
- Конгрегация на Сестрите на Св. Йосиф Бенедикт Котоленго (Suore di S. Giuseppe Benedetto Cottolengo): Централен дом, Обучителен център, Провинциален дом, различни общности (Общност Емаус, Пресв. Троица, Св. Йосиф Котоленго, Майка Нази, Мадоната на Милосърдието, Мариино сърце, Дом Бетания, Анунциата) на ул. Котоленго 14, Дом Мириам (Casa Miriam) на ул. Споторно 43, Институт „Св. Петър“ (Istituto S. Pietro) на ул. Милиети 2
- Конгрегация на Доминиканските сестри на Св. Катерина от Сиена (Suore Domenicane di S. Caterina da Siena): Енорийска църква „Св. Катерина от Сиена“ (Parrocchia S. Caterina da Siena) на ул. Сансовино 85
- Конгрегация на Францисканските сестри Ангелинки (Suore Francescane Angeline): Частно начално училище (Istituto Suore Francescane Angeline) на ул. Джузепе Джусти 6
- Конгрегация/ Институт „Бедни дъщери на Св. Гаетан“ (Instituto Povere Figlie di S. Gaetano): Главен дом (Casa Generalizia) на ул. Джавено 2, старчески дом „Св. Гаетан“ (Casa di Riposo S. Gaetano) на лунго Дора Наполи 76
- Конгрегация „Дружество на Дъщерите на Сърцето на Мария“ (Società delle Figlie del Cuore di Maria) на ул. Ланфранки 19
- Конгрегация на Капуцинските сестри на Майка Рубато (Suore Cappuccine di Madre Rubatto) на ул. Калузо 18
- Конгрегация на Доминиканските сестри от Бетания (Suore Domenicane di Betania): Параклис на Доминиканските монахини от Бетания (Cappella delle Suore Domenicane di Betania) на ул. дел Кастело ди Мирафиори 46
- Конгрегация на Францискаските сестри мисионерки на Непорочното сърце на Мария, нар. още „Францискански мисионерки от Египет“ (Suore Fancescane Missionarie del Cuore Immacolato di Maria/Francescane Missionarie d’Egitto): Институт „Св. Франциск“ (Istituto San Francesco) – училище на ул. Джакоза 18
- Конгрегация на Францисканските сестри мисионерки на Мария (Suore Francescane Missionarie di Maria) на ул. деле Розине 11
- Конгрегация на Францисканските сестри мисионерки от Суза (Suore Francescane Missionarie di Susa): Духовен дом „Оазис Св. Киара“ (Oasi S. Chiara) на ул. Луиза дел Карето 6
- Конгрегация на Непорочните сестри от Алесандрия (Istituto Suore Immacolatine di Alessandria): частни предучилище и начално училище на ул. Вестиниè 7
- Конгрегация на Малките сестри на Нашата господарка на добрите дела (Suore Minime di Nostra Signora del Suffragio): Централен дом (Casa Madre) на ул. Сан Донато 31, Институт „Малки сестри“ (Istituto Suore Minime) на бул. Куинтино Села 79
- Конгрегация на Сестрите мисионерки на Утешителката (Suore Missionarie della Consolata): Институт на Сестрите мисионерки за чуждестранните мисии (Istituto Suore Missionarie Della Consolata Per Le Missioni Estere) на ул. Абег 19, седалище на ул. Коаце 1, Енорийска църква „Светото семейство от Назарет“ (Parrocchia Santa Famiglia di Nazaret) на пл. Е. Монтале 18, структура на ул. Витория 41
- Конгрегация „Сестри служителки на недъгавите на Св. Камил“, нар. още „Камилианки“ (Suore Ministre degli Infermi di San Camillo/ Camilliane): Духовен дом (Casa del Clero) на бул. Бенедето Кроче 20
- Конгрегация „Сестри мисионерки на Непорочната Кралица на мира“ (Suore Missionarie dell’Immacolata Regina della Pace): Духовен дом (Casa del Clero) на бул. Бенедето Кроче 20
- Конгрегация „Сестри мисионерки на Мария, помощнички на християните (Suore Missionarie di Maria Aiuto dei Cristiani) на ул. Касини 56
- Конгрегация „Муриалдийски сестри на Св. Йосиф“ (Suore Murialdine di S. Giuseppe) на пл. Киеза дела Салуте 17ter
- Конгрегация на Сестрите облатки на Св. Алоизий Гонзага, нар. още „Луизианки“ (Suore Oblate di S. Luigi Gonzaga/ Luigine): 2 сестри в Енорията на ул. Сан Секондо 55, 2 сестри в Номадския лагер на ул. Джоберти 8, 2 доброволки в НПО „Дом приятел“ (Casa Amica) на ул. Споторно 45
- Конгрегация на Викентинките на Непорочната Мария, нар. още „Албертинки“ (Suore Vincenzine di Maria Immacolata – Albertine) на ул. Карера 55
- Съюз на Доминиканските сестри на Св. Тома Аквински (Unione delle Suore Domenicane di S. Tommaso d’Aquino): Централен дом (Casa Generalizzata) на ул. Козмо 15, Конгрегация на Доминиканските сестри на ул. Маджента 29, структура на бул. Реджо Парко 8 и структура на бул. Унионе Совиетика 225.

#### Женски манастири с пълно уединение
- Манастир на Св. Йосиф Бенедикт Котоленго „Св. Йосиф“ (Monastero cottolenghino San Giuseppe di Torino), 1841 г. (ул. Котоленго 14)
- Каворетински котоленгски манастир „Планината Кармел“, 1840 г. (път Леоне Фонтана 4)
- Манастир на Кръста на Добрия Пастор (Monastero della Croce del Buon Pastore), на Сестрите на Нашата милосърдна господарка на Добрия пастир (Suore di N.S. della Carità del Buon Pastore) (път Вал Сан Мартино инфериоре 11)
- Манастир на Босоногите кармелитки (Monastero delle Carmelitane Scalze), 1897 г. (Общински път Вал Сан Мартино 109)
- Манастир на Кларисинките капуцини „Нашата господарка на добрите дела“ (Monastero Nostra Signora del Suffragio delle Clarisse Cappuccine di Torino), 1869 г. (ул. Кардинал Маурицио 5, зона Борго По)
- Общност за размисъл на Незрящите монахини „Дъщери на крал Исус“ (Le suore non vedenti Figlie di Gesù Re), част от Конгрегацията на Бедните дъщери на св. Гаетан, 1932 г. (лунго Дора Наполи 76)[5]

#### Мъжки манастири
- Доминикански манастир „Св. Мария на розите“ (Convento di Santa Maria delle Rose) на ул. Арналдо да Бреша 22
- Францискански манастир „Св. Антоний от Падуа“ (Convento di S. Antonio di Padova) на ул. Сант'Антонио ди Падова 7
- Францискански манастир „Св. Бернардин“ (Convento di S. Bernardino) на ул. Сан Бернардино 11
- Манастир на Ордена на Малките братя конвентуалци „Мадоната пазителка“ (Convento Madonna della Guardia) на ул. Монджиневро 251
- Манастир на капуцините „Св. Мария“ (Convento di Santa Maria, al Monte dei Cappuccini), на Хълма на капуцините

## Православие
Към януари 2020 г. в Торино има 10 православни действащи църкви, по-голямата част източноправославни (румънски, руски и гръцки).

### Източноправославницъркви
- Руска православна енорийска църква „Св. епископ на Торино Максим“ (Parrocchia Ortodossa di San Massimo Vescovo di Torino), от 2001 г. в бившата църква на Пресв. Избавител (Chiesa del Santissimo Redentore), 1893 – 1897 г. (Общински път Вал Сан Мартино 7), Московска патриаршия
- Руска православна енорийска църква на Възкресението (Parrocchia Ortodossa della Risurrezione), в „Института на Сестрите на Мария Утешителка“ (Istituto Suore Maria Consolatrice) (ул. Монфалконе 20), Московска патриаршия
- Руска древноправославна енорийска църква „Св. Николай Чудотворец“ (Parrocchia Ortodossa Russa di Rito Antico di San Nicola il Taumaturgo) (лунго Дора Лиругия 48), Метрополия на Белокриница (липовани)
- Гръцка православна енорийска църква „Рождение на Св. Йоан Кръстител“, в бившата Църква на Сирачките, бивша Църква на Пресвета Троица на Древния Институт на Сирачките (Parrocchia Greco-Ortodossa della Natività di San Giovanni Battista/ Chiesa delle Orfane, ex Santissima Annunziata dell'Antico Istituto delle Orfane), края на16. век, 18. век (ул. деле Орфане 11), Вселенска патриаршия
- Румънска православна енорийска църква „Възхвала на Светия кръст“ (Parrocchia Ortodossa Romena dell'Esaltazione della Santa Croce), в църква „Св. Кръст“ (Chiesa di S. Croce), 1718 – 1730 г., Филипо Ювара (пл. Карло Емануеле II), Румънска патриаршия
- Румънска православна енорийска църква „Св. Параскева“ (Parrocchia Ortodossa Romena di Santa Parascheva) в църквата „Мадона на подслона“ (Madonna del Rifugio) (бул. Верчели 481), Румънска патриаршия
- Румънска православна енорийска църква „Св. Николай Чудотворец“ (Parrocchia Ortodossa Romena di San Nicola il Taumaturgo), в Църква „Св. Пелагия“ (Chiesa di S. Pelagia) (ул. Сан Масимо 21), Румънска патриаршия
- Румънска православна енорийска църква по стар стил „Св. св. Петър и Павел“ (Parrocchia Ortodossa Romena di Vecchio Calendario dei Santi Pietro e Paolo) (ул. Дженова 172), Метрополия на Слатиоара.

### Ориенталски православнинехалкидонски църкви
- Коптска православна енорийска църква „Св. Дева Мария“ (Parrocchia Copta Ortodossa di Santa Maria Vergine) (ул. Сан Донато 17), Александрийска патриаршия
- Етиопска православна Теуахидо църква „Debre Selam Meddhnealem“ (Chiesa Ortodossa Tewahedo Etiopica Debre selam Medhanealem) (ул. Пиетро Баярди 4), Патриаршия на Адис Абеба
- Епископско седалище на Православната Асиро–Халдейска църква (Chiesa Ortodossa Assiro–Caldea) (ул Виý 3)[6]

## Юдаизъм
- Голям Израилски храм (Tempio Grande), 1884 г. (ул. Санто Пио V 12)
- Малък Израилски храм (Tempio piccolo), 1972 г. (ул. Санто Пио V 12)

## Протестантство

### Класически протестантски църкви
- Евангелска Лутеранска църква (Chiesa Evangelica Luterana), на ул. Торичели 16
- Баптистка църква (Chiesa Battista)
  - Баптистка църква на ул. Пасалакуа 12 (Chiesa Battista di Via Passalacqua)
  - Баптистка църква на ул. Витербо 119 (Chiesa Battista di via Viterbo)
  - Баптистка църква на ул. Елво 5/A от 1971 г. (Chiesa Battista di via Elvo)
  - Баптистка румънска църква „Голгота“ (Chiesa Battista Romena Golgota), от 2002 г. в сградата на Адвентистката църква (ул. Роста 3)
- Евангелска Валденска църква (Chiesa Evangelica Valdese)
  - Валденски храм (Tempio Valdese), 1853 г., бул. Виторио Емануеле II 23
  - Валденски храм (Tempio Valdese), 1901 г., бул. Принчипе Одоне 7
  - Валденска зала (Sala), ул. Томазо Вила 71, 1966 г.
- Международна Торинска църква (International Church of Torino), ул. Пинели 54

### Църкви на Движението за пробуждане
- Евангелска християнска църква на Армията на спасението (Chiesa Cristiana Evangelica Esercito della Salvezza), ул. Принчипе Томазо 8/C
- Евангелска християнска църква „Библейско действие“ (Chiesa Azione Biblica), ул. Емилио Бруза 50
- Християнска църква на Адвентистите на седмия ден (Chiesa Christiana Avventista del Settimo giorno)
  - Християнска адвентистка църква (Chiesa Cristiana Avventista) (ул. Роста 3)
  - Румънска християнска адвентистка църква (Chiesa Cristiana Avventista Romena) (ул. Витербо 119)
- Евангелска християнска църква на Румънската общност (Chiesa Cristiana Evangelica della Communità Romena), ул. Полонгиера 42
- Евангелска християнска църква на Братята (Chiesa Cristiana Evangelica dei Fratelli)
  - Евангелска християнска църква на братята на ул. Валете 100 (Chiesa Cristiana Evangelica dei Fratelli di Strada Vallette)
  - Евангелска християнска църква на братята на ул. Спонтини 34 (Chiesa Cristiana Evangelica dei Fratelli di via Spontini)
  - Евангелска християнска църква на братята на ул. Негарвиле 37/а (Chiesa Cristiana Evangelica dei Fratelli di via Negarville)
  - Евангелска християнска църква на братята на ул. Полонгера 42/ул. Вирле (Chiesa Cristiana Evangelica dei Fratelli di via Virle)
  - Евангелска християнска църква на братята на ул. Вивероне 6 (Chiesa Cristiana Evangelica dei Fratelli di via Viverone)
  - Евангелска християнска дарбистка църква на братята на ул. Рениер 57 (Chiesa Cristiana Evangelica dei Fratelli darbista di via Renier)
- Евангелска християнска църква „Убежището“ (Chiesa Cristiana Evangelica Il Rifugio), ул. Монтебело 21bis
- Християнска църква на планината Сион (Chiesa Cristiana Monte Sion/ Day Star Ministries), ул. деле Каче 12/24
- Учебен център Береа (Centro Studi Berea), ул. Чарамела 37/a

### Петдесятническицъркви
- Божии асамблеи в Италия (Assamblee di Dio in Italia)
  - Църква на ул. Спалато 9B (Chiesa Cristiana Evangelica Assemblee di Dio in Italia Via Spalato 9B)
  - Църква на ул. Брандицо 4 (Chiesa Cristiana Evangelica Assemblee di Dio in Italia Via Brandizzo n.4)
- Евангелски петдесятнически център (Centro Pentecostale Evangelico), ул. Вераце 9
- Християнска евангелска апостолическа църква (Chiesa Cristiana Evangelica Apostolica)
  - Църква на ул. Калузо 26
  - Църква на ул. Гуала 67/C
  - Църква на ул. Дон Боско 49/e
- Християнска евангелска църква „Филаделфия“, ул. Филаделфия 200
- Евангелска християнска петдесятническа църква, ул. дел Лионето 15/a
- Евангелска християнска църква „Един в Христос“, ул. Мартинето 7/7
- Международна евангелска църква „Целта“, ул. Куитенго 37
- Евангелска петдесятническа църква „Дума на милосърдието Торино“, ул. Креа 11
- Евангелска петдесятническа църква „Извор на живот“, ул. Момбаркаро 99
- Независима евангелска петдесятническа църква, ул. Андорно 50
- Евангелска петдесятническа църква „Движение на пробуждането“, ул. Леонардо да Винчи 55
- Международна обединена петдесятническа църква „Емануел“, ул. Калабрия 38
- Християнска общност „Бетания“, ул. Куниберти 84
- Християнска мисия „Ел Шадай“, ул. Ромоли 291
- Мисия „Нова визия“, ул. Белмонте 5
- Международно евангелско движение „Реки на силата“, ул. Мунцио Клементи 11

### Имигрантски петдесятнически църкви

#### Африкански църкви
- Believers Bible Chapel International (BBC), бул. Виджевано 33/U
- Етиопска църква „Brehame Cristos“ (Chiesa Etiope Brehame Cristos), ул. Тесо
- Christ Apostolic Church of God Mission (CACGM), ул. Пинероло 62
- Църква „Pentecostal Ministry“, (CPM), ул. Шалан 27/f
- Church of God International Mission, ул. Превиати 3
- Deeper Christian Life Ministry (DCLM), ул. Малоне 37
- Divine Grace Mission (DGM), ул. Андреа Сансовино 243
- Евангелска църква Дървото на живота (Eglise Evangelique Arbre de Vie), ул. Андреа Сансовино 243
- Евангелието на милостта (Il Vangelo della grazia), ул. Шамбери 119
- International Christian Center (ICC), ул. Лученто 81
- Light of all Nations Ministry International, ул. Сен Бон 74 bis
- Power of Faith Chapel (PFC), бул. Виджевано 33/U
- Temple of God Ministry (TGM), бул. Монтеграпа 18
- The Redeemed Christian Church of God, бул. дей Мугети 18
- United in God Ministry – Victory Center, бул. Таранто 3
- Zoe Pentecostal Mission International, ул. Джавено 23/A

#### Латиноамерикански църкви
- Евангелска петдесятническа църква IDE (Chiesa evangelica pentecostale IDE), ул. Палестрина 42
- Евангелска църква „Пламтящ факел“ (Chiesa Evangelica Fiaccola Ardente), ул. Аоста 4
- Църква „Пространство на надеждата“ (Chiesa Spazio Speranza), ул. Куорние 13
- Общност на Светия дух (Comunità dello Spirito Santo), бул. Джулио Чезаре 168/D
- Международна църква „Божи господар Исус Христос“ (Iglesia de Dios Ministerial de Jesus Cristo Internacional), ул. Лесоло 13
- Международна мисия на строителите на Царството Божие (Ministero Internazionale Edificatori del Regno di Dio), бул. Трапани 102

#### Румънски църкви
- Румънска Божия петдесятническа църква „Бетания“ (Chiesa di Dio Pentecostale Romena Betania), ул. Малоне 37
- Румънска Божия петдесятническа църква „Ебен Езер“ (Chiesa di Dio Pentecostale Romena Eben Ezer), ул. Превиати 18/A

## Други църкви с християнски произход
- Църква на Обединението (Chiesa dell'Unificazione), ул. Сан Донато 59
- Църква на Исус Христос и на светиите от последните дни (Chiesa di Gesù Cristo dei Santi degli Ultimi Giorni)
  - Район Торино 1 (Rione di Torino 1), бул. Гросето 53/7
  - Район Торино 2 (Rione di Torino 2), ул. Веспучи 64/a
- Свидетели на Йехова (Testimoni di Geova)
  - Зала на Кралството на ул. дели Артисти 23/F
  - Зала на Кралството на ул. Дронеро 15/B
  - Зала на Кралството на ул. Йонио 7
  - Зала на Кралството на бул. Звицера 79/17
  - Зала на Кралството на ул. Портула 8а
  - Зала на Кралството на ул. Никола Порпора 9а
  - Зала на Кралството на ул. Изонцо 14/D
  - Зала на Кралството на ул. Фратели Гароне 4
  - Зала на Кралството на бул. Себастополи 242
  - Зала на Кралството на ул. Джовани Батиста Ла Сал 15
  - Зала на Кралството на ул. Шамбери 119
  - Зала на Кралството на ул. Едоардо Рубино 44
  - Зала на Кралството на ул. Гасперо Барбера 20
- Универсален живот (Vita Universale), ул. Розерна ди Рорà 3/a

## Ислям
Да се каже колко точно джамии има в Торино не е лесно. В Италия има само две джамии в тесния смисъл на думата: в Рим и в Катания. Във всички останали случаи се говори за „асоциации“ с молитвена зала вътре, т. к. към юли 2018 г. мюсюлманската религия няма споразумение с Италианската държава и дори не е призната в качеството си на морално образувание. Нормативната уредба предвижда териториалните образувания да отговарят за правната рамка на молитвените зали в града. В случая с Торино е установен компромис за упражняване на свободата на мюсюлманския култ в правосубектността на асоциациите за социално насърчаване. Към януари 2020 г. в града действат 19 джамии/молитвени зали:
- Централна джамия Крал Мохамед VI (Moschea „Re Mohamed VI“), 2013 г. (ул. Дженова 268)
- Молитвена зала Тайба (Sala di preghiera Taiba), 2006 г. (ул. Кивасо 10)
- Молитвена зала Райан (Moschea Rayan), 2013 г. (ул. Енрико Тейсенд 51)
- Молитвена зала „Ла Паче“ (Sala di preghiera La Pace), ок. 1995 г. (бул. Джулио Чезаре 6)
- Молитвена зала/ културна асоциация „Дар-ес-Салаам“ (Sala di preghiera Dar As-Salam), 2009 г. (ул. Сан Джовани Батиста де ла Сал 15)
- Молитвена зала/ център Ан-Нур (Sala di preghiera /centro An-Nur), 1998 г. (ул. Пиосаско 21)
- Джамия Асуна (Moschea Assunnah) (ул. Котоленго 1/bis)
- Джамия Ал Иклас (Al Ikhlas) (ул. деле Каче 12/14)
- Джамия Абу Бакър Асидик (Abu Baqr Assiddiq), 2018 г. (ул. Монте Роза 20)
- Джамия Барети (Moschea Baretti), 1992 г. (ул. Барети 31)
- Център Ал-Хидая (Centro Al-Hidaya), 2013 г. (пл. Катанео 18b)
- Джамия Омар Ибн ал Катаб (Moschea Omar Ibn al Khattab), 1992 г. (ул. Салуцо 18)
- Джамия Суна (Moschea Sunna) (ул. Котоленго 4)
- Джамия Мадина (Moschea Madina), 2013 г. (ул. Сезия 1)
- Джамия Мека (Moschea Mecca), 2005 г. (ул. Ботичели 104)
- Молитвена зала Локман (Sala di preghiera Loqman), 2004 г. (бул. Реджина Маргерита 162)
- Джамия Малик, Ислямска кутурна асоциация на мюсюлманите в Европа (Moschea Aliman Malik), 2009 г. (ул. Моталчата 20/c)
- Джамия/Молитвена зала Ал Таква (Moschea/Sala di preghiera Al Takwa), 2012 г. (ул. Сансовино 5)
- Ислямски център „Ла Палма“ (La Palma), 2019 г. (ул. Акуила 34)

## Будизъм
- Асоциация „Сока Гакай“ (Associazione Soka Gakkai), ул. Чиренайка 32
- Център „Буда на медицината“ (Centro Budda della Medicina), ул. Чениския 13
- Център „Миларепа“ (Centro Milarepa), ул. де Майстре 43/c
- Учебен център „Майтри Буда“ (Centro Studi Maitri Buddha), ул. А. Гуиелминети 9
- Център „Тич Нхат Ханх“ (Centro Thich Nhat Hanh), ул. Муриалио 12
- Център „Хокузенко“, бивш Дзеншин (Centro Hokuzenko, ex Zenshin), ул. Сан Донато 79/C
- Дожо дзен Изток-Запад Мокушо (Dojo zen Est-Ovest Mokusho), ул. Принчипе Амедео 37
- Празният кръг (Il Cerchio Vuoto), ул. Карло Джулио 29
- Будистка група на Торино (Gruppo buddhista di Torino)
- Център „Ригпа“ (Centro Rigpa Torino), ул. Масена 82

## Индуизъм
- Център за индийска култура „Кришна Лила“ (Centro di cultura indiana Krishna Lila), ул. Сан Куинтино 31
- Център „Йога Сатиананда“ (Centro Yoga Satyananda), бул. Рафаело 11
- Център „Йога Шанти Марга“ (Centro Yoga Shanti Marga), ул. Асароти 9
- Калпа Врикша Сатиананда (Kalpa Vriksha Satyananda), ул. Канталупо 3/A
- Ателие за интегрална йога (Laboratorio di Yoga Integrale), пл. Гирландайо 45/5
- Организация „Сатия Сай Италия“ (Organizzazione Sathya Sai Italia)
  - Торино А (Torino A) (бул. Росели 123/3)
  - Торино Би (Torino B) (бул. Росели 123/3)
  - Торино Чи (Torino C) (ул. Принчипеса Клотилде 44)
  - Торино Ди (Torino D) (ул. Брони 1)
- Йогананда (Self Realization Fellowship) (ул. Гамалеро 28)

## Теософски групи
- Обединена Теософска ложа. Център за теософски изследвания „Е. П. Блаватска“ (Logga Unita dei Teosofi. Centro Studi Teosofici H.P.Blavatsky) (ул. Изонцо 33)
- Теософкса общност (Società Teosofica):
  - Теософска група „Шунията“ (Società Teosofica: Gruppo Teosofico Shunyata) (ул. Бруино 3)
  - Торинска теософска група (Società Teosofica: Gruppo Teosofico Torinese) (ул. П. Д. Пинели 78/A)
- Център „Сукийо Махикари“ (Centro Sûkyô Mahikari) (ул. Ле Киузе 90)

## Религиозни групи, родени на Запад
- Църква на Сциентолозите (Chiesa di Scientology di Torino) (ул. Вилар 2)
- Италианска асоциация за развитие на съзнанието (Associazione Italiana per lo Sviluppo della Coscienza) (общински път Картман 51)
- Център „Даманхур Торино“ (Centro Damanhur Torino) (ул. По 38)
- Културен център за философско изследване (EGO – Centro Culturale di Ricerca Filosofica), (ул. Реано 3)
- Универсално бяло братство (Fratellanza Bianca Universale), различни места под наем
- Асоциация „Метод Силва“ (Associazione Metodo Silva), курсове в града
- Орден на Тамплиерите от Ориента (OTO – Ordo Templi Orientis, Loggia di Khem): Shanty Lodge